# 雙福 (繙譯進士)
雙福（1834年—？），字錫五，姓氏不详，正黃旗滿洲毓順佐領下人，清朝官员、繙譯進士。
雙福出身監生。同治六年（1867年），鄉試中丁卯科繙譯舉人；同治七年，登繙譯進士。光緒元年（1875年），任總理各國事務衙門章京。光緒四年（1878年），調繙書房提調官。光緒五年（1879年），任禮部主事。光緒八年，晋升郎中。光緒九年，升禮部員外郎。光緒十一年（1885年），再升禮部郎中。光緒十二年（1886年），授安徽徽寧池太廣道（蕪湖關道）。光緒十七年，任安徽鳳穎六泗道，此後任鳳陽關稅務監督。